# Pluralizm (filozofia)
Pluralizm jest to w filozofii:
1. Stanowisko ontologiczne w myśl którego rzeczywistość składa się z bytów różnorakich, niesprowadzalnych do wspólnego mianownika[1]; reprezentowane m.in. przez takich filozofów jak: Empedokles, Anaksagoras, Leibniz czy egzystencjaliści.
2. Stanowisko metodologiczne (częściej nazywane pluralizmem teoretycznym) w myśl którego dopuścić należy wielość metod lub teorii przy wyjaśnianiu zjawisk, reprezentowane m.in. przez takich filozofów jak: Imre Lakatos, Paul Feyerabend, Ludwik Fleck, Ludwig Wittgenstein.

Pluralizm jest w opozycji z monizmem w wąskim rozumieniu, jednak niekoniecznie z monizmem atrybucyjnym.